# Сентрал-Сіті (Іллінойс)
Сентрал-Сіті (англ. Central City) — селище (англ. village) в США, в окрузі Меріон штату Іллінойс. Населення — 1098 осіб (2020).

## Географія
Сентрал-Сіті розташований за координатами 38°32′54″ пн. ш. 89°7′42″ зх. д. / 38.54833° пн. ш. 89.12833° зх. д. (38.548451, -89.128413).  За даними Бюро перепису населення США в 2010 році селище мало площу 1,51 км², уся площа — суходіл.

## Демографія
Згідно з переписом 2010 року, у селищі мешкали 1172 особи в 485 домогосподарствах у складі 303 родин. Густота населення становила 776 осіб/км².  Було 557 помешкань (369/км²).
Расовий склад населення:
| - 93,9 % — білих - 3,0 % — чорних або афроамериканців - 0,3 % — азіатів |

До двох чи більше рас належало 2,5 %. Частка іспаномовних становила 2,1 % від усіх жителів.
За віковим діапазоном населення розподілялося таким чином: 26,5 % — особи молодші 18 років, 60,0 % — особи у віці 18—64 років, 13,5 % — особи у віці 65 років та старші. Медіана віку мешканця становила 34,8 року. На 100 осіб жіночої статі у селищі припадало 88,4 чоловіків;  на 100 жінок у віці від 18 років та старших — 91,1 чоловіків також старших 18 років.
Середній дохід на одне домашнє господарство  становив 42 172 долари США (медіана — 33 869), а середній дохід на одну сім'ю — 46 812 долари (медіана — 37 976). Медіана доходів становила 40 000 доларів для чоловіків та 29 732 долари для жінок. За межею бідності перебувало 19,6 % осіб, у тому числі 33,7 % дітей у віці до 18 років та 9,9 % осіб у віці 65 років та старших.
Цивільне працевлаштоване населення становило 445 осіб. Основні галузі зайнятості: освіта, охорона здоров'я та соціальна допомога — 32,6 %, виробництво — 22,5 %, мистецтво, розваги та відпочинок — 10,6 %, роздрібна торгівля — 9,2 %.